# Kanónychi
Kanónychi (ucraniano: Кано́ничі; polaco: Kanonicze) es un municipio rural y pueblo de Ucrania, perteneciente al raión de Varash en la óblast de Rivne.
En 2020, el municipio tenía una población de 6166 habitantes, de los cuales unos novecientos vivían en la capital municipal homónima y el resto repartidos en cinco pedanías. El municipio se fundó en 2020 mediante la fusión de los hasta entonces consejos rurales de Kanónychi (con su hasta entonces única pedanía Dubivka), Kidrý, Novaký y Ózero.
Se conoce la existencia del pueblo en documentos desde los siglos XVI-XVII. En el Imperio ruso perteneció a la vólost de Volodýmyrets del uyezd de Lutsk de la gobernación de Volinia. Hasta 2020 pertenecía al raión de Volodýmyrets.
El pueblo se ubica a orillas del río Berezhanka, unos 3 km al este de Volodýmyrets sobre la carretera T1809 que lleva a Dubróvytsia.